# Léopold Verroken
Léopold Verroken, född 19 augusti 1931 i Saint-Laurent-Blangy i Pas-de-Calais, Frankrike, död 18 december 2005 i Arras i Pas-de-Calais, Frankrike, var en fransk travkusk och travtränare. Han har tränat hästar som bland annat Jorky, Dimitria och Eléazar, som vunnit bland annat Elitloppet och Prix d'Amérique.

## Karriär
Léopold Verroken föddes i Saint-Laurent-Blangy 1931. Båda hans föräldrar var från Belgien, och hans far och hans farbror var travtränare. 1968 flyttade Verroken ner mot Paris och från 1971 var han bosatt i Rozay-en-Brie. Hans travstall var länge ett av de bästa i Frankrike, tack vare topphästar som Jorky, Dimitria och Eléazar. Han körde sina hästar själv fram till slutet av 1980-talet, då han lät sin lärling Bernard Oger köra istället.
1996 pensionerade Verroken sig från travsporten.